# Prealpi del Vercors
Le Prealpi del Vercors (dette anche Massiccio del Vercors) sono un gruppo montuoso francese delle Prealpi del Delfinato. 
Situate nei dipartimenti dell'Isère e della Drôme, si trovano a ovest delle Alpi del Delfinato, da cui sono separate dai fiumi Drac e Isère. La vetta più alta è il Grand Veymont che raggiunge i 2.346 m s.l.m.. Al loro margine orientale si trova la città di Grenoble. Comprende varie stazioni sciistiche, di cui la maggiore è Villard-de-Lans.

## Classificazione

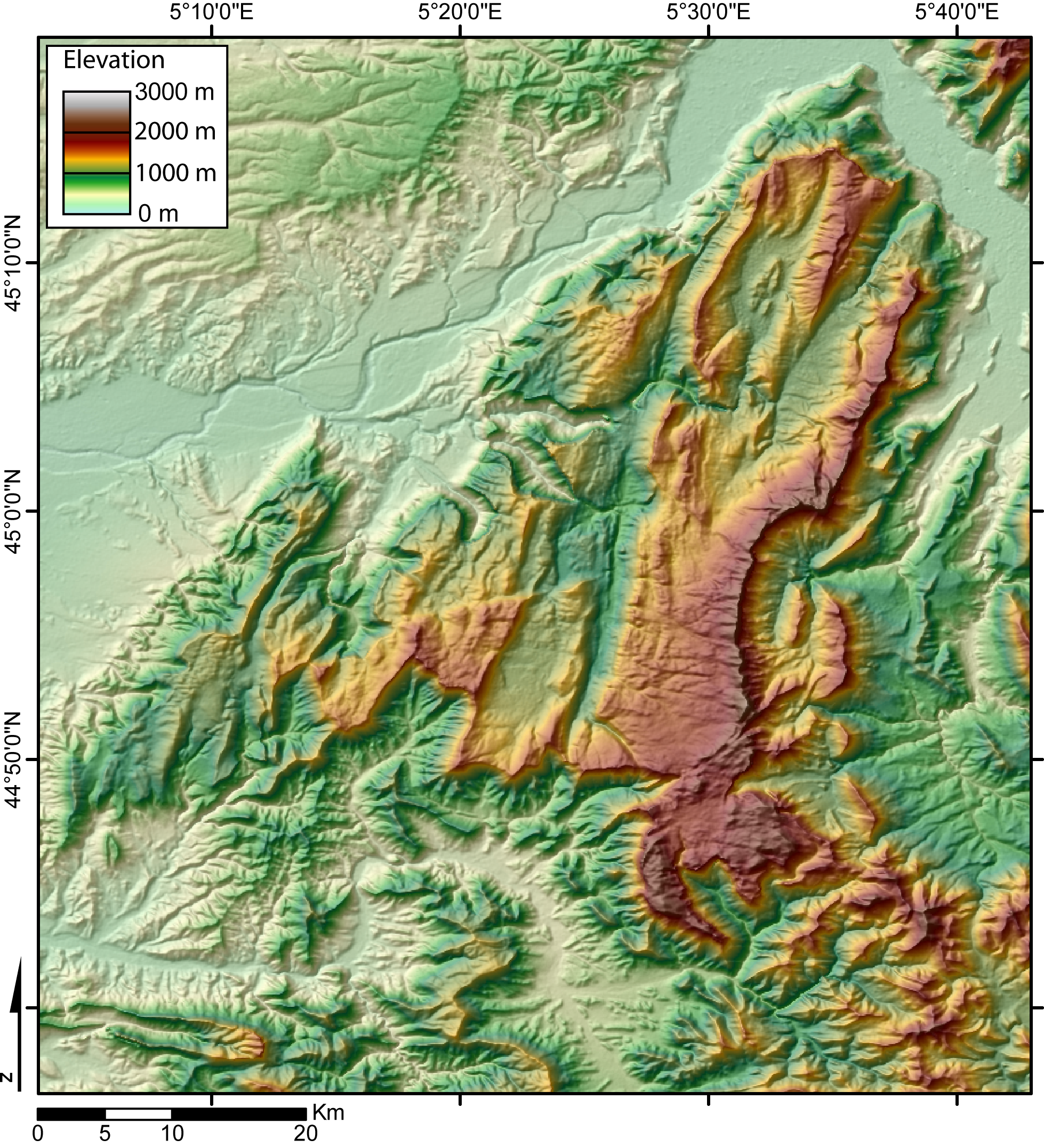
DEM delle Prealpi del Vercors.

La SOIUSA vede le Prealpi del Vercors come una sottosezione alpina e vi attribuisce la seguente classificazione:
- Grande parte = Alpi Occidentali
- Grande settore = Alpi Sud-occidentali
- Sezione = Prealpi del Delfinato
- Sottosezione = Prealpi del Vercors
- Codice = I/A-6.III

## Delimitazioni
Confinano:
- a nord-est con le Prealpi della Chartreuse (nelle Prealpi di Savoia) e separate dal corso del fiume Isère;
- ad est con la Catena di Belledonne e con il Massiccio del Taillefer (nelle Alpi del Delfinato) e separate dal corso del fiume Drac;
- ad est ancora con le Prealpi del Devoluy (nella stessa sezione alpina) e separate dal Colle della Croix Haute;
- a sud con le Prealpi del Diois (nella stessa sezione alpina) e separate dal Colle di Grimone e dal corso del fiume Drôme;
- ad ovest e nord-ovest si stemperano nella piana dell'Isère.

Ruotando in senso orario i limiti geografici sono: Colle della Croix Haute, Colle di Grimone, torrente Bez, fiume Drôme, piana dell'Isère, Grenoble, fiume Drac, torrente Ébron, Colle della Croix Haute.

## Suddivisione
Si suddividono in due supergruppi, sei gruppi e 14 sottogruppi:
- Catena Grand Veymont-Lans-Charande (A)
  - Gruppo del Mont Aiguille (A.1)
    - Cresta Jacou-Barral (A.1.a)
    - Cresta Mont Aiguille-Montagnette (A.1.b)
    - Montagna di Glandasse (A.1.c)

  - Gruppo del Grand Veymont (A.2)
    - Cresta Grand Veymont-Malaval (A.2.a)
    - Cresta Baconnet-Pale (A.2.b)

  - Montagna di Lans (A.3)
    - Cresta Balme-Playnet (A.3.a)
    - Catena Grande Moucherolle-Roc Cornafion (A.3.b)

  - Gruppo Charande-Méaudre-Bec de Meurre (A.4)
    - Cresta Charande-Sure (A.4.a)
    - Cresta Bec de l'Orient-Pierre Taillée-Méaudre (A.4.b)
    - Cresta del bec de Meurre (A.4.c)
- Catena Serre du Montué-Roc de Toulau-Sausse-Epenet (B)
  - Gruppo Serre du Montué-Roc de Toulau (B.5)
    - Cresta Serre du Montué-Gagères-Saint Genis-Arp (B.5.a)
    - cresta Roc de Toulau-Tête de la Dame (B.5.b)

  - Gruppo Sausse-Epenet-Côte Blanche (B.6)
    - Cresta Sausse-Epenet-Mausan (B.6.a)
    - Cresta Côte Blanche-Raye (B.6.b)

## Vette

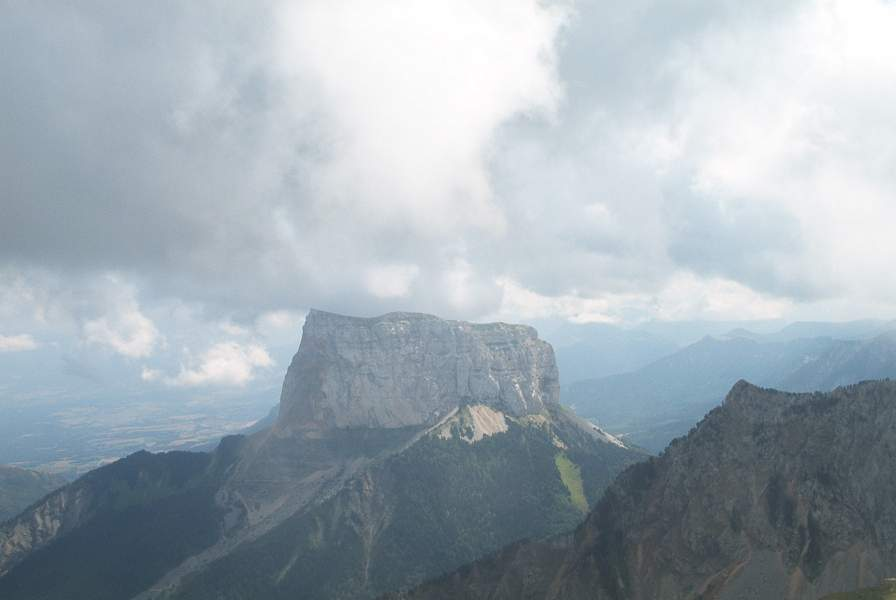
Il Mont Aiguille

Le cime più importanti delle Prealpi del Vercors sono: 
- Grand Veymont - 2.346 m
- Grande Moucherolle - 2.284 m
- Petite Moucherolle - 2.156 m
- Sommet de Malaval - 2.097
- Mont Aiguille - 2.086 m
- Rochers de la Balme - 2.063 m
- Jocou - 2.051 m
- Roc Cornafion - 2.049 m
- Montagne de Glandasse - 2.040 m
- Tête des Chaudières - 2.029 m
- Moucherotte - 1.901 m
- Charande - 1.709 m
- Serre de Montué - 1.706 m
- Roc de Toulau - 1.581 m
- Bec de l'Orient - 1.554 m
- Tête de la Dame - 1.506 m
- Rocher de la Sausse - 1.420 m
- Côte Blanche - 1.075 m

## Storia
Durante la Seconda guerra mondiale il Maquis du Vercors era parte integrante della Resistenza francese all'occupazione tedesca e istituì tra giugno e luglio del 1944 la Libera Repubblica del Vercors.

## Galleria d'immagini

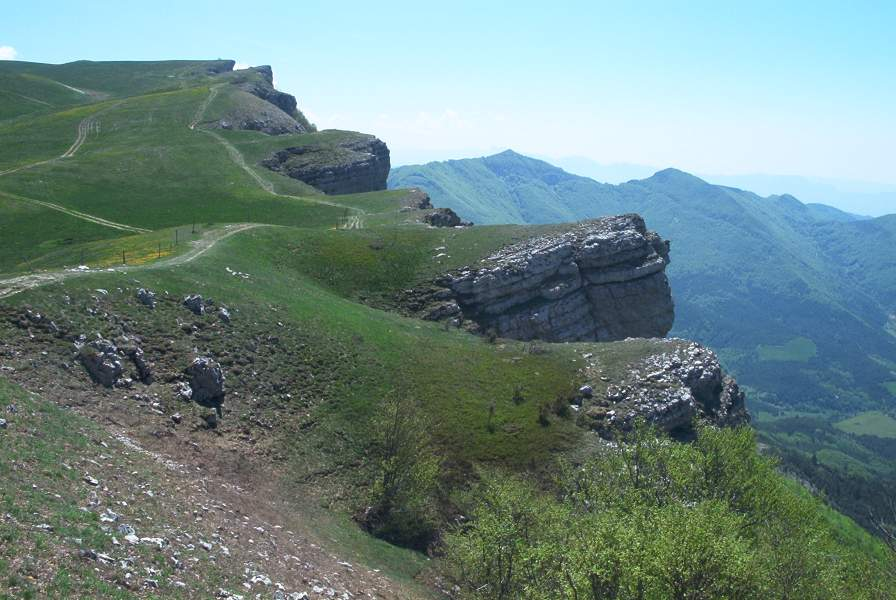
Il plateau d'Ambel a maggio
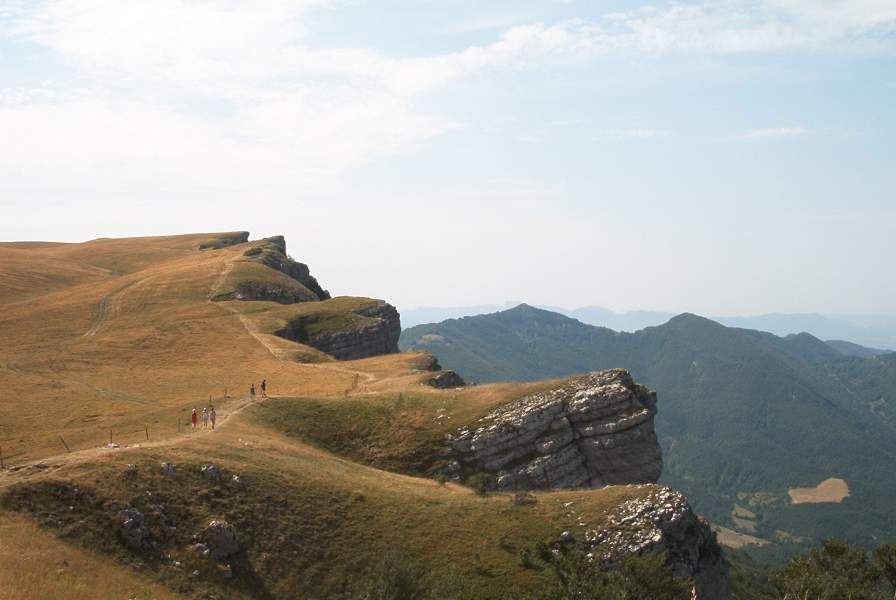
Il plateau d'Ambel ad agosto
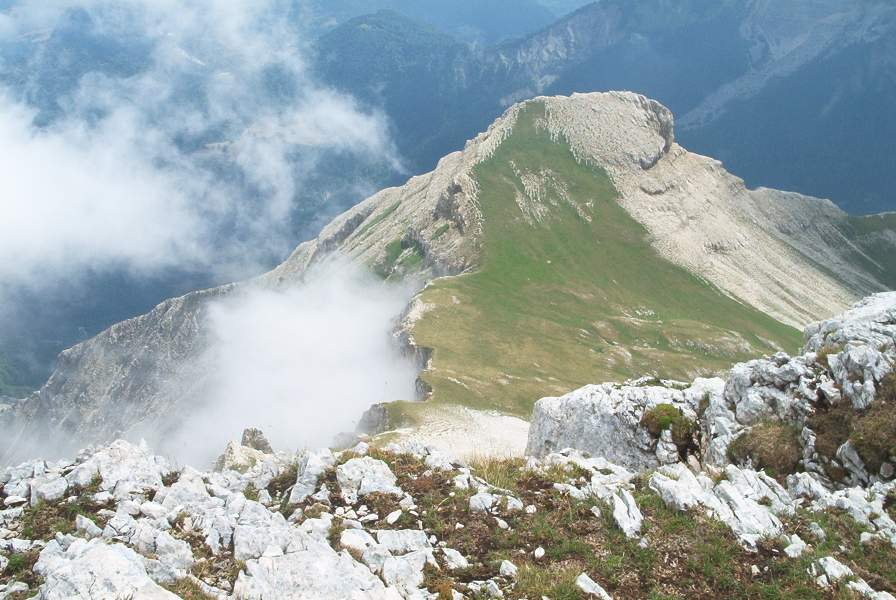
Il petit Veymont
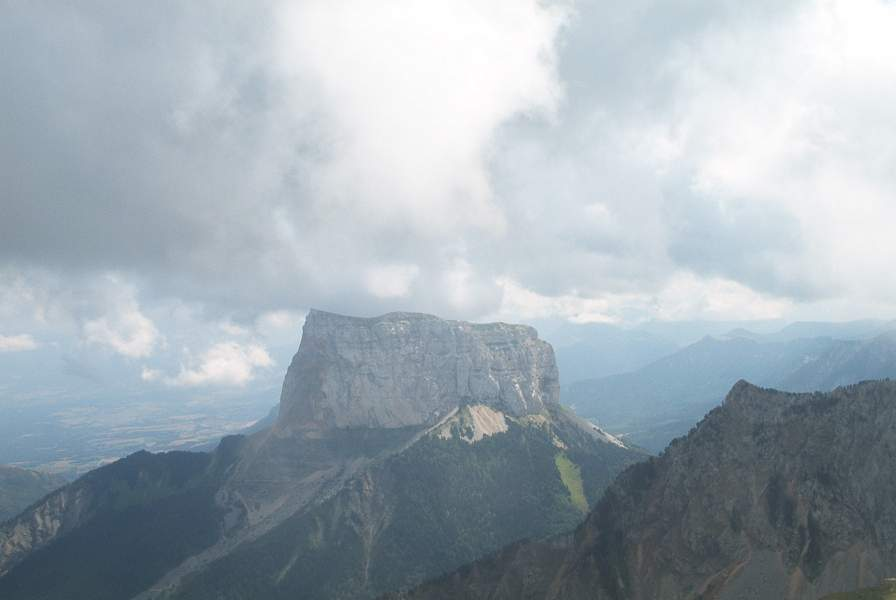
Il mont Aiguille
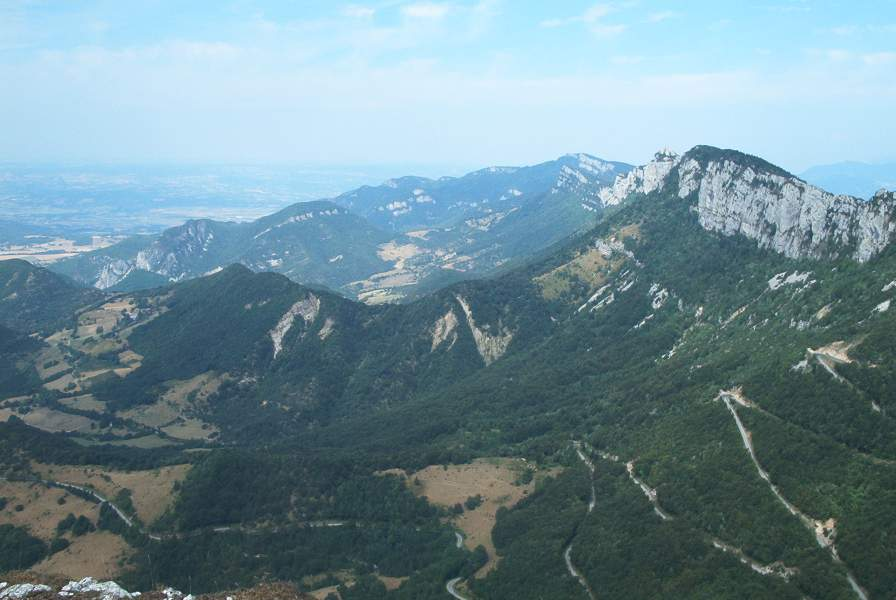
La strada del col de Tourniol
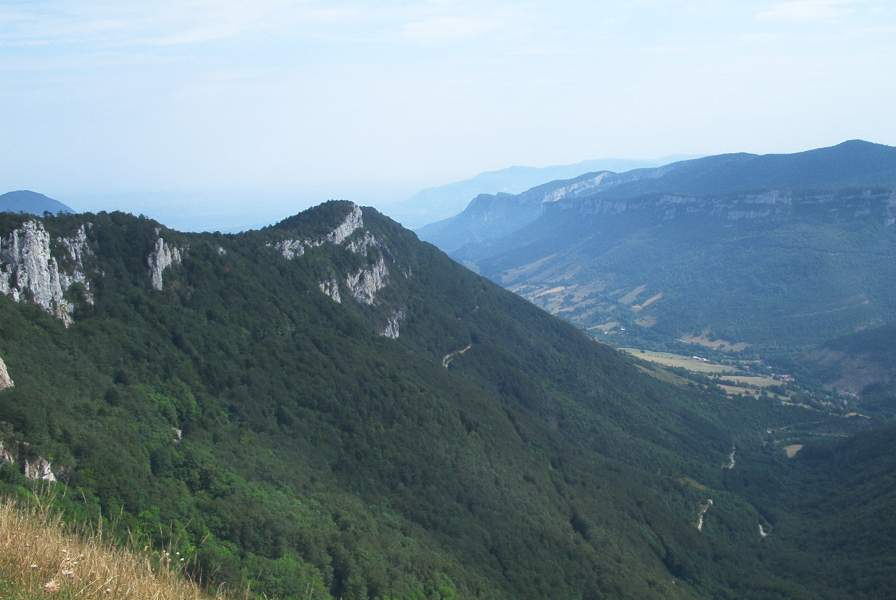
Il col de la Bataille
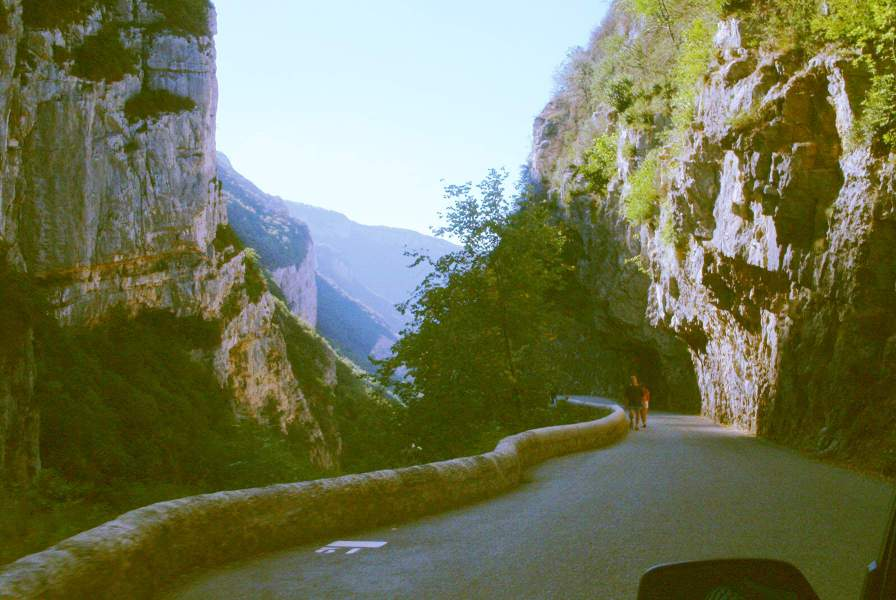
Strada dei grands Goulets